# Willem Jacob Hofdijk
Willem Jacob Hofdijk, másként: Willem Jacobszoon Hofdyk (Alkmaar, 1816. június 27. – Arnhem, 1888. augusztus 29.) németalföldi költő és író.

## Életrajza
A németalföldi nyelv és irodalom tanára volt egy ideig Alkmaarban, munkája mellett a festészettel is foglalkozott. 1851-től Amszterdamban volt gimnáziumi tanár.

## Nevezetesebb költői művei
- Rosamunde (Amsterdam 1839)
- De Bruidsdans (Alkmaar 1842)
- De Jonker van Brederode (Amsterdam 1849)
- Kenne merland. Balladen (5 rész; Haarlem 1850-52; 2. kiad. Maasluis 1875)
- Aëddon (Delft 1852)
- Griffo de Saliër (Haarlem 1852)
- Helena (Amsterdam 1854)
- Vondel gekroond (uo. 1858)
- Alcmaria Victrix (uo. 1873)
- In het gebergte Di-eng (Beverwijk 1884)
- Dajang Soembi (Amsterdam 1887)

## Nevezetesebb prózai művei
- Geschiedenis der Nederlandsche Letterkunde (Amsterdam 1853; 7. kiadás Hága 1886)
- Het Nederlandsche volk geschetst in de verschillende tijdperken zijner entwikkeling (Amsterdam 1856; 3. kiad. 1882)
- Ons voorgeslacht (6. kiad., Haarlem 1858-64; Leiden 1873–75)
- Merkwaardige kasteelen in Nederland (6 kötet, Amsterdam, 1852–61; 2. kiad. Leiden 1881)